# Sijamak (Mythologie)
Sijāmak, auch Siamak (persisch سيامک, DMG Siyāmak, Aussprache [sɪ jɑ ˈmæk]) ist der Sohn von Gajumarth, nach dem persischen Epos Schahname, der Sohn des ersten Menschen. Der Name bedeutet übersetzt: siāh schwarz + moo Haar + -ak Suffix: geliebt. Friedrich Rückert übersetzt den Namen mit Sijamek.
Ferdosis Epos Schahname beginnt mit der Geschichte von Gajumarth, dem ersten König unter den Menschen. Ihm wurde ein Sohn mit Namen Sijamak geboren, der von allen außer Ahriman geliebt wurde. Ahriman stellte eine Armee auf, die unter der Leitung seines Sohnes stand. Ahrimans Sohn, ein schrecklicher schwarzer Diw, bot Sijamak einen Zweikampf an, den dieser annahm und verlor.
Nach dem Tod Sijamaks fiel Gajumarth für ein Jahr in tiefe Trauer, bis ihn der Engel Soroush zum Kampf gegen Ahriman aufforderte. Huschang, der Sohn Sijamaks, nahm den Sohn Ahrimans schließlich gefangen und schlug ihm den Kopf ab.
Nach dem Tod Gajumarths folgte ihm der verständige und weise Huschang auf dem Thron nach.

## Sijamak in Schahname – Sage I
Ferdosi beschreibt in seinem Epos Schahname Sijamak, den Sohn von Gayomarth, wie folgt: 

„Ihm war ein Sohn an Schönheit reich,
An Tugend und Ruhmlust dem Vater gleich.
Sijamek hieß er und strahlte Glanz,
Gajumarth's Herz lebt' in ihm ganz.“